# Sarín

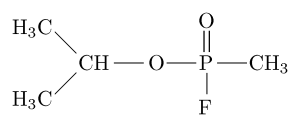
Sarín

Para la estrella Delta Herculis, véase Sarin (estrella).
El sarín o GB es un compuesto organofosforado con la fórmula C4H10FO2P. Es un líquido incoloro e inodoro usado como arma química debido a su extrema potencia como agente neurotóxico. Fue clasificado como arma de destrucción masiva en la resolución 687 de la ONU. La producción y almacenamiento de sarín fue declarada ilegal en la Convención sobre Armas Químicas de 1993 donde se clasifica como una sustancia de lista 1.
La denominación de este agente de guerra química proviene de un acrónimo de los nombres de sus descubridores, los científicos Gerhard Schrader, Otto Ambros, Ernst Rüdiger von Brüning y Hermann Van der Linde. Lo descubrieron en 1938 en Alemania y no se encuentra en forma natural en el ambiente.
Como la mayoría de los agentes de guerra química, a temperatura ambiente está en estado líquido con un punto de ebullición muy elevado (158 °C).

## Producción y estructura
El sarín es una molécula quiral (típicamente racémica), con cuatro sustituyentes unidos al centro de fósforo tetraédrico. La forma SP (mostrada) es el enantiómero más activo debido a su mayor unión a la acetilcolinesterasa. Se prepara a partir de metilfosfonil difluoruro y una mezcla de alcohol isopropílico.
CH3P(O)2F + (CH3)2CHOH → [(CH3)2CHO]CH3P(O)F + HF
Se le agrega isopropilamina para neutralizar el fluoruro de hidrógeno durante esta reacción alcohólisis. Como arma química binaria, puede ser generado in situ por esta misma reacción.

## Efectos biológicos

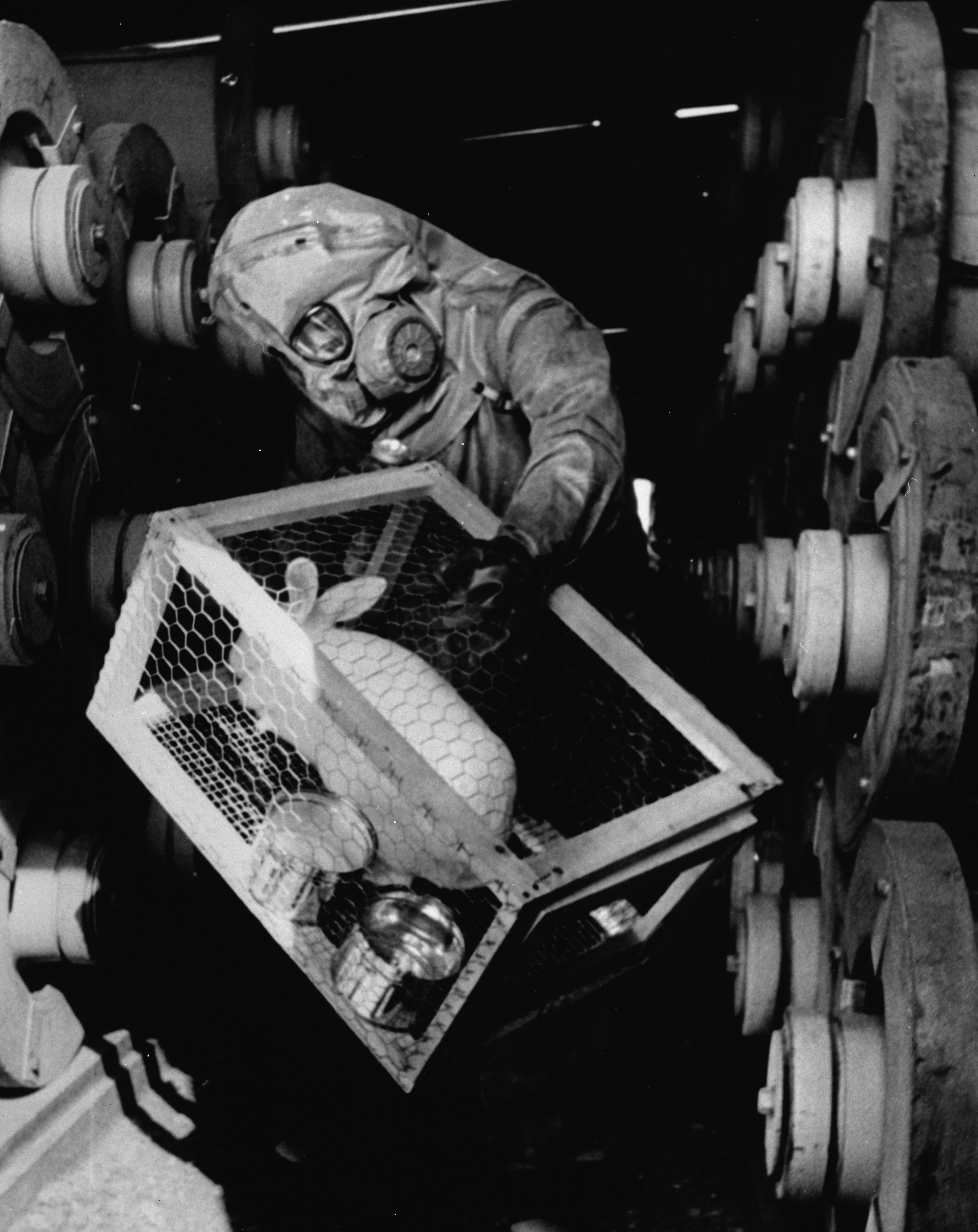
Conejo utilizado para verificar que no haya fugas en la planta de producción de sarín, Arsenal de las Montañas Rocosas (Foto de 1970)

Su mecanismo de acción se asemeja a la de algunos insecticidas de uso común, como el malatión. En términos de actividad biológica, se asemeja a los insecticidas de carbamato tales como el carbaril (Sevin) y a las medicinas piridostigmina, neostigmina, y fisostigmina. Al igual que otros agentes nerviosos, el sarín ataca el sistema nervioso.
Específicamente, el sarín es un potente inhibidor irreversible de la acetilcolinesterasa. El sarín actúa sobre la colinesterasa mediante la formación de un enlace covalente con el residuo de serina en el sitio activo. El fluoruro es el grupo saliente, y el fosfoéster resultante es robusto pero biológicamente inactivo. Con la enzima inhibida, la acetilcolina se acumula en las sinapsis y continúa actuando de manera tal que los impulsos nerviosos son, en efecto, continuamente transmitidos. Normalmente, la acetilcolinesterasa descompone la acetilcolina en la hendidura sináptica con el fin de permitir que el músculo efector u órgano se relaje. La muerte suele producirse como resultado de asfixia debido a la incapacidad de funcionar de los músculos implicados en la respiración.

## Historia
Fue descubierto en 1938 en Wuppertal-Elberfeld, Alemania, por científicos de la IG Farben en un intento de fabricar insecticidas más potentes. Es el más tóxico de los cuatro gases nerviosos fabricados por Alemania. El compuesto, que siguió al descubrimiento del agente nervioso tabún, fue nombrado en honor a sus descubridores: Schrader, Ambros, Gerhard Ritter y von der Linde.
A mediados de 1939, la fórmula del sarín pasó a ser propiedad de la sección de armamento químico de la agencia alemana de armamento militar (Waffenamt), la cual ordenó su producción en masa para el uso en tiempos de guerra. Al final de la Segunda Guerra Mundial se crearon plantas piloto y un centro de alta producción, el cual no fue terminado. Se estima la cantidad de sarín producida por la Alemania Nazi entre 500 kg a 10 toneladas. A pesar de estar armados con diversas armas químicas (incluido el sarín), no hay registros de que los alemanes hayan usado sarín en contra de los Aliados. A principios de 1950, la OTAN clasificó al sarín como arma química convencional, y tanto la URSS como EUA lo produjeron con fines militares.
En 1976, la Dirección de Inteligencia Nacional de Chile (DINA), bajo la dictadura de Augusto Pinochet, creó el Proyecto Andrea, a cargo del bioquímico Eugenio Berríos, para la producción de sarín y su uso como arma contra sus opositores. Uno de los principales propósitos de la DINA era disponer el sarín en latas de spray para manipularlo de manera fácil; de acuerdo con testimonio del exagente de la DINA Michael Townley, lo anterior fue uno de los procedimientos para el asesinato de Letelier en 1976. Berríos después testificó que el sarín fue usado en múltiples asesinatos. Es posible que el sarín y otros agentes nerviosos hayan sido utilizados en la confrontación química que tuvo lugar durante la guerra Irán-Irak en la década de 1980.
En 1993, es firmada la Convención sobre Armas Químicas de las Naciones Unidas por 162 miembros. prohibiendo la producción y almacenamiento de muchas armas químicas, incluido el sarín. Dicha convención fue efectiva hasta el 29 de abril de 1997, procediendo a la destrucción total de los depósitos de reserva de dichas armas en abril de 2007. El sarín fue utilizado en dos ataques terroristas en Japón en 1994 y 1995 perpetrados por la secta religiosa Aum Shinrikyō.
En 2004, insurgentes iraquíes detonaron una cápsula de 15 mm con una composición binaria de precursores del sarín, cerca de un convoy estadounidense. Se pretendía que la cápsula detonara durante el vuelo del convoy; sin embargo la mezcla no resultó ser eficiente y solo se produjo una mínima cantidad de sarín. Solamente dos soldados presentaron principios de exposición a dicha sustancia.
La Comunidad Internacional afirmó que fue utilizado durante los ataques en Siria el 21 de agosto en 2013 (Masacre de Ghouta), estos datos fueron confirmados posteriormente por la ONU, la cual afirmó que las pruebas e informes obtenidos por los inspectores enviados a Siria eran tajantes.
El Observatorio Sirio de Derechos Humanos (OSDH) denunció que aviones de la Fuerza Aérea de Siria o de Rusia atacaron con sarín la localidad Jan Sheijun (en Siria) el 4 de abril de 2017 a las 6:00 a. m., hora local. «Si en Jan Sheijun realmente hubo sarín, entonces ¿cómo la OPAQ puede explicar [el comportamiento de] los charlatanes de los Cascos Blancos saltando entre los vapores de gas sarín sin medios de protección?», se preguntó Ígor Konashénkov, portavoz del Ministerio ruso.
El Gobierno de Rusia presentó fotografías y datos que demostraron que no se utilizó sarín. Donald Trump confirmó que había ordenado el ataque militar dirigido a la base aérea desde «donde el ataque químico fue lanzado». Más de 50 misiles crucero han sido lanzados el 6 de abril de 2017 por el ejército de Estados Unidos en un aeródromo sirio en Idlib, en el que murieron más de 70 personas y centenares resultaron heridos.
Contradiciendo a Trump, al OSDH (Observatorio Sirio de Derechos Humanos) y a los cascos blancos de la ONU, el 6 de julio de 2018 la Organización para la Prohibición de las Armas Químicas declaró en La Haya que no había encontrado rastros del uso de sarín en Jan Sheijun.